# Oficina virtual
Una oficina virtual es un espacio virtual en el que se llevan a cabo actividades parecidas a las de una oficina convencional.
La mayoría de los organismos públicos y grandes empresas ofrecen, dentro de sus Webs, servicios virtuales a sus clientes, proveedores y empleados, relativos a diversas utilidades que sustituyen o complementan los canales tradicionales de comunicación en el acceso a información y en la prestación de servicios.
Muchas organizaciones sin ánimo de lucro involucran a voluntarios en línea en sus proyectos, confiando en ellos tareas como coordinar otros voluntarios en línea, organizar campañas o eventos, alimentar sitios de Internet, recoger datos y crear manuales, entre otros.
Asimismo, existen empresas de servicios como un centro de negocios o coworking que oferta oficinas virtuales con el objetivo de minimizar los costos de estructura de una multinacional, de la pequeña y mediana empresa, de emprendedores o autónomos. Gracias a la domiciliación de sociedades, se pueden reducir los gastos iniciales de una oficina física, que pueden llegar a ser muy elevados.
El servicio virtual no tiene fronteras. Cuando una persona utiliza este tipo de servicio puede, sin problemas, conducir su empresa desde otro país. Si un empresario quiere reducir los costos y no quiere arriesgar su capital con la creación de una empresa en otro país, la «oficina virtual» puede ser una solución muy buena.